# Kimberlit

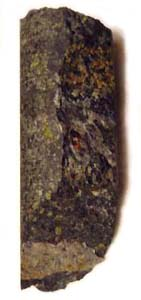
Kimberlit-Stück aus Nord-Ontario, Kanada

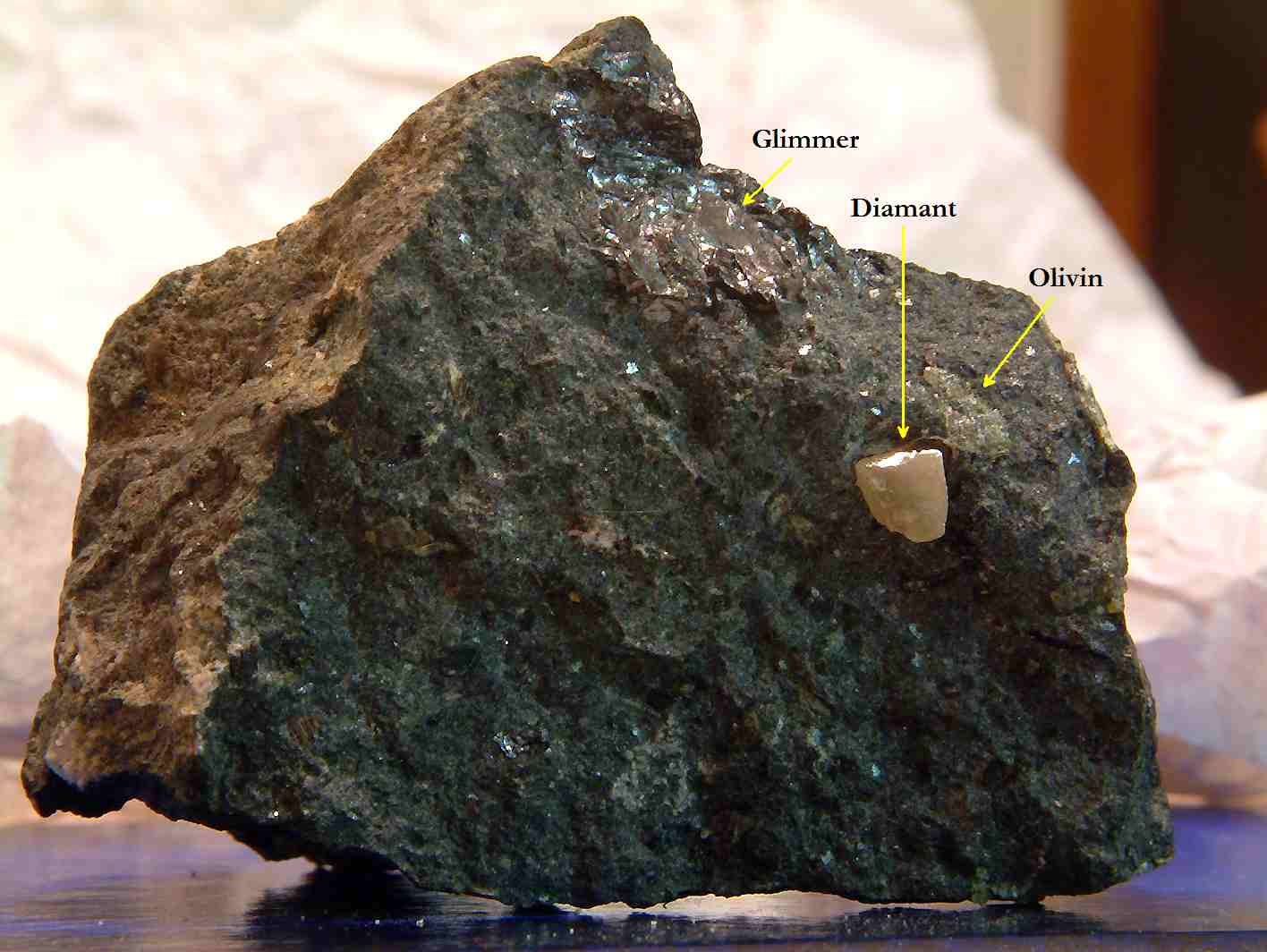
Kimberlit aus Südafrika

Der Kimberlit ist ein olivin- und phlogopithaltiges, blaugrün bis schwarzes ultramafisches Gestein magmatischen Ursprungs, das akzessorisch Diamanten führen kann. Weitere Bestandteile sind Orthopyroxen, Klinopyroxen, Rutil, Perowskit, pyropreicher Granat und seltener titanhaltiger Andradit und Schorlomit. Die Zusammensetzung von Kimberlit entspricht der seines Ursprungsgebietes, dem Oberen Erdmantel. Die Dichte liegt zwischen 3,3 und 5,7 g/cm³.

## Etymologie
Der Kimberlit wurde nach der südafrikanischen Stadt Kimberley benannt. Die erste wissenschaftliche Beschreibung und Namensprägung des Gesteins stammt von Henry Carvill Lewis und wurde 1887 veröffentlicht. Das Probenmaterial dazu kam aus der Dutoit’s-Pan-Mine in Kimberley.

## Petrologische Einordnung
Die aktuelle Klassifikation magmatischer Gesteine der International Union of Geological Sciences betrachtet die Kimberlite als isolierte Gruppe von Gesteinen innerhalb der Magmatite. Wenn ein Gestein als Kimberlit identifiziert werden kann, ist damit eine weitere Klassifikation (etwa im Streckeisendiagramm) nicht mehr möglich. In der ersten Ausgabe dieser Klassifikation waren die Kimberlite noch in die Gruppe der „lamprophyrischen Gesteine“ eingeordnet worden, die mit der Neuauflage aufgegeben wurde.
Die Kimberlite stellen ferner eine heterogene Gruppe dar, die zwei Untergruppen umfasst, welche nur wenige Gemeinsamkeiten aufweisen und auch genetisch unterschiedlich sind: Die Kimberlite der Gruppe I sind demnach ultrabasische Gesteine, die reich an flüchtigen Bestandteilen (hauptsächlich CO2) und Kalium sind und eine charakteristische granulare Textur aufweisen, die durch die Gegenwart von Makrokristallen von 0,5 bis 10 mm Durchmesser in einer feinkörnigen Matrix gekennzeichnet sind. Olivin in auffällig gerundeten, oftmals ganz oder teilweise serpentinisierten Kristallen ist ein charakteristischer Bestandteil. Die Kimberlite der Gruppe II sind peralkaline, sehr kalium- und wasserreiche Gesteine, deren Makrokristalle hauptsächlich aus Phlogopit bestehen.

## Entstehung und Abbau
Kimberlit Vulkanismus scheint in Zusammenhang mit Grabenbrüchen gesehen werden zu müssen. So brachen viele Kimberlit-Vulkane ca. 30 Mio. Jahre nach dem Auseinanderbrechen eines Kontinents aus.
Das Gestein wird durch die so genannten Pipes an die Oberfläche befördert. Hierbei handelt es sich um sehr tief reichende, senkrechte Schlote vulkanischen Ursprungs. Aus diesem Grund treten Kimberlite an der Erdoberfläche fast vollständig als vulkanische Trümmergesteine (Brekzien) auf. Nur in den Wurzelzonen der Pipes findet sich Kimberlit auch als erstarrtes Ganggestein. Je nach der konkreten Ausbildung werden massive Kimberlite (überwiegend Lagergänge und Gänge), intrusive Kimberlit-Brekzien und Kimberlit-Tuffe unterschieden.

Kimberlit können neben Diamanten und zahlreichen weiteren Mineralen auch Bruchstücke von Fremdgesteinen (Xenolithe) enthalten, die von den Eruptionen aus der tiefen Erdkruste oder sogar aus dem oberen Erdmantel mit in die Höhe gerissen wurden, darunter Peridotite und Eklogite. Dort, wo die Kimberlite unter eher ruhigen Bedingungen in Spalten und Gänge eingedrungen sind, finden sich keine Diamanten. Das zunächst bläulich-grüne Gestein (Blue Ground) nimmt unter dem Einfluss der Verwitterung an der Erdoberfläche eine gelblich-braune Färbung an (Yellow Ground).
Entstanden sind die meisten heutigen Kimberlite vor 70 bis 150 Millionen Jahren, der älteste Kimberlit allerdings schon vor ca. 1,2 Milliarden Jahren. Das bisher jüngste bekannte Vorkommen liegt in den Igwisi Hills in Tansania und entstand im Pleistozän ca. 100000–120000 v. u. Z. Es ist bisher das einzige bekannte Vorkommen, wo außer den Schloten selber noch die Vulkanaufbauten erhalten sind. Kimberlite kommen in Afrika, Australien, Nordamerika, Indien, Brasilien und Sibirien vor. Allgemein ist das Auftreten von Kimberliten an kratonische Kontinentalblöcke gebunden.
Kimberlite werden in zwei Gruppen unterteilt, die Glimmerkimberlite haben überwiegend Glimmerminerale als Einsprenglinge und in den „basaltisch“ ausgeprägten Kimberliten überwiegen Olivine. Beide haben eine porphyrische Struktur und zählen zu den Ultramafiten und SiO2-ärmsten Magmatiten. Ferner gibt es karbonatitische Kimberlite, die einen Karbonatgehalt von über 40 % aufweisen. Die südafrikanischen und sibirischen Diamanten stammen aus Kimberlitbrekzien.
Die Diamanten der südafrikanischen Kimberlite haben ein Alter zwischen 1 und 3,3 mya. Damit sind sie bedeutend älter als das Umgebungsgestein Kimberlit. Sie stammen aus Erdmantelgesteinen, wo sie sich in etwa 150 Kilometer Tiefe bildeten. Durch die aufwärts gerichtete Dynamik einiger Magmen gelangten die Diamanten in erdoberflächennahe Zonen, wo sie zusammen mit anderen Mineralen und Gesteinsbruchstücken als Xenokristen in die Förderschlote und Kluftintrusionen gelangten. Der Kimberlitvulkanismus wirkte sich an der Erdoberfläche als extrem explosiv aus und hinterließ daher große Kraterstrukturen, die wegen späterer Erosionsvorgänge nicht mehr erkennbar sind. Nicht alle Kimberlitstrukturen führen Diamanten.
Kimberlite treten als Lagerstätten für Diamanten auf. Verwittert ein diamantführender Kimberlitkomplex, so können durch Abtragung und natürlichen Transport umgelagerte Diamanten in sekundären Lagerstätten, z. B. als Seifenlagerstätten in fluviatilen Sedimenten weit entfernt von ihren Entstehungspunkten aufgefunden werden.

## Geschichte
Der erste Kimberlit wurde in Südafrika gefunden. Später fand man auch in Sibirien diamantführende Kimberlite, Sierra Leone folgte 1961.